# Lady Snowblood (film)
Lady Snowblood ( 修羅雪姫?) è un film del 1973, diretto da Toshiya Fujita, basato sull'omonimo manga scritto da Kazuo Koike e disegnato da Kazuo Kamimura tra il 1972 e il 1973. Appartiene al filone dei revenge movies. Ha generato un sequel, Lady Snowblood 2: Love Song of Vengeance, diretto sempre da Fujita nel 1974.
Il film è conosciuto anche con diversi titoli, tra cui Blood Snow, Lady Snowblood: Blizzard from the Netherworld  e Snow of Blood.

## Trama
Giappone, settimo anno dell'Era Meiji (1874): in una prigione di Tokyo una donna partorisce una bambina e muore dopo il parto. Prima di morire, la donna definisce la piccola, chiamata Yuki, una "bambina degli inferi" e sostiene che è nata per la vendetta.

### Capitolo primo: La vendetta lega amore e odio
Venti anni dopo Yuki uccide Genzō Shibayama, il capo di una banda, quindi si reca da Matsuemon, colui che le aveva commissionato il delitto, e gli chiede di trovare due uomini e una donna. Gli uomini sono Banzo Takemura e Gishiro Tsukamoto, la donna Okono Kitahama.
Un flashback mostra come nel sesto anno dell'Era Meiji un uomo sia stato barbaramente ucciso da tre uomini e una donna, insieme al figlio, mentre la moglie venne violentata per tre giorni. La donna era la madre di Yuki. Dopo essere stata portata a Tokyo da uno degli uomini, Tokuichi Shokei, la donna lo uccise e fu condannata all'ergastolo. In carcere si fece ingravidare appositamente per partorire una bambina forte che portasse a termine la sua vendetta, quindi morì dopo il parto. Yuki fu affidata a una prigioniera e sin da piccola fu sottoposta a un duro allenamento da parte del monaco Dokai.

### Capitolo secondo: Bambole piangenti di bambù degli inferi
Il giorno del suo ventesimo compleanno, Yuki trova Banzo Takemura, che adesso è un uomo malato e abita con la figlia Kobue, che si prostituisce per ottenere i soldi necessari a comprare le medicine. Yuki incontra su una spiaggia Kobe, quindi si infiltra in una bisca e intercetta l'uomo, che sta per essere ucciso perché ha barato. Yuki ottiene che gli sia risparmiata la vita, quindi lo uccide in riva al mare utilizzando la sua katana.

### Capitolo terzo: Ombrello di sangue, cuore di fiori
Yuki scopre che Gishiro Tsukamoto è morto, e sfregia la sua tomba. Viene quindi seguita da un uomo, che si presenta come un giornalista curioso. Yuki viene a sapere da Dokai che l'uomo è in realtà uno scrittore, Ryūrei Ashio, che sta scrivendo un romanzo basato sulla vita della ragazza. Dokai sostiene che questa sia un'esca per stanare Okono Kitahama.
Intanto Kobue Takemura si reca da Ryūrei e scopre il libro. Nella casa dello scrittore irrompono alcuni poliziotti. Kobue fugge, mentre Ryūrei viene catturato e torturato. Improvvisamente si materializza Okono, che tortura Ryūrei. Sul luogo arriva Yuki, che combatte contro un gruppo di uomini, uccidendoli, mentre Okono riesce a fuggire. Yuki la trova armata di una pistola e riesce ad aggredirla, ma la donna fugge nuovamente e viene trovata impiccata da Yuki. La ragazza taglia in due il corpo di Okono, quindi si allontana con Ryūrei, che è stato ferito alla spalla.
Mentre sta per iniziare il quarto capitolo del suo romanzo, Ryūrei riceve la visita di Gishiro Tsukamoto, che aveva finto la sua morte. Ryūrei dà la notizia a Yuki e confessa alla ragazza di essere il figlio di Gishiro.

### Capitolo quarto: La casa delle gioie, l'ultimo inferno
Yuki si reca a una festa in maschera insieme a Ryūrei e trova Gishiro. La ragazza lo uccide ma scopre che in realtà era un altro uomo travestito da Gishiro. Ryūrei infrange uno specchio, dietro al quale si nasconde il vero Gishiro, che fugge. Ryūrei lo trova e gli punta contro una katana. Gishiro è però armato di una pistola e la punta contro il figlio. Yuki è costretta a far penetrare la katana nelle spalle di Ryūrei, ferendo così Gishiro, che viene ucciso successivamente con un colpo alla giugulare.
Ferita, Yuki esce dalla villa e viene pugnalata da Kobe, che fugge. Yuki crolla sulla neve e urla, quindi riapre gli occhi.

## Collegamenti ad altre pellicole
- Il film è stato tra le maggiori fonti di ispirazione per Kill Bill, diretto da Quentin Tarantino nel 2003.[2] Le analogie tra le due pellicole sono molte:[3][4]
  - in primis il tema della vendetta femminile, quindi la suddivisione in capitoli (quattro in Lady Snowblood, dieci nei due Kill Bill), una lotta durante una fitta nevicata, la presentazione degli assassini attraverso un fermo immagine, con il loro nome scritto sullo schermo, l'inquadratura dei quattro assassini che guardano la loro vittima inerme a terra.
  - il personaggio di Yuki va di pari passo con quello di O-Ren Ishii di Kill Bill: a O-Ren vengono uccisi i genitori quando è bambina. Pochi anni dopo, O-Ren uccide il mandante degli omicidi. Yuki diviene una killer e uccide i tre criminali ancora in vita dopo la morte di sua madre. Il passato di O-Ren viene visualizzato tramite una sequenza anime, mentre in Lady Snowblood sono presenti alcuni disegni che visualizzano il passato di Yuki e il contesto storico dell'omicidio che scatena la vendetta della madre della ragazza.
  - anche in Kill Bill sono presenti sequenze splatter, nelle quali il sangue schizza spruzzando dei piccoli geyser. Inoltre sia Yuki che la Sposa si sottopongono a duri allenamenti con dei maestri rigorosi, prima di attuare le loro vendette.
  - il regista Tarantino ha utilizzato dopo il duello tra la Sposa e O-Ren la canzone Shura no hana, tema musicale di Lady Snowblood, cantata da Meiko Kaji, traducendola con Flowers of Carnage.
- Dal manga Lady Snowblood è stato tratto anche Princess Blade, diretto nel 2001 da Shinsuke Sato.

## Home video
Il film è rimasto inedito in Italia fino al 2007, quando uscì un cofanetto contenente Lady Snowblood e il sequel Lady Snowblood 2: Love Song of Vengeance, in lingua originale con sottotitoli in italiano, pubblicato dalla Lucky Red.